# Livre sacré du Grand Esprit invisible
Pour le texte rédigé en grec et également nommé « Évangile des Égyptiens », voir Évangile des Égyptiens (grec).

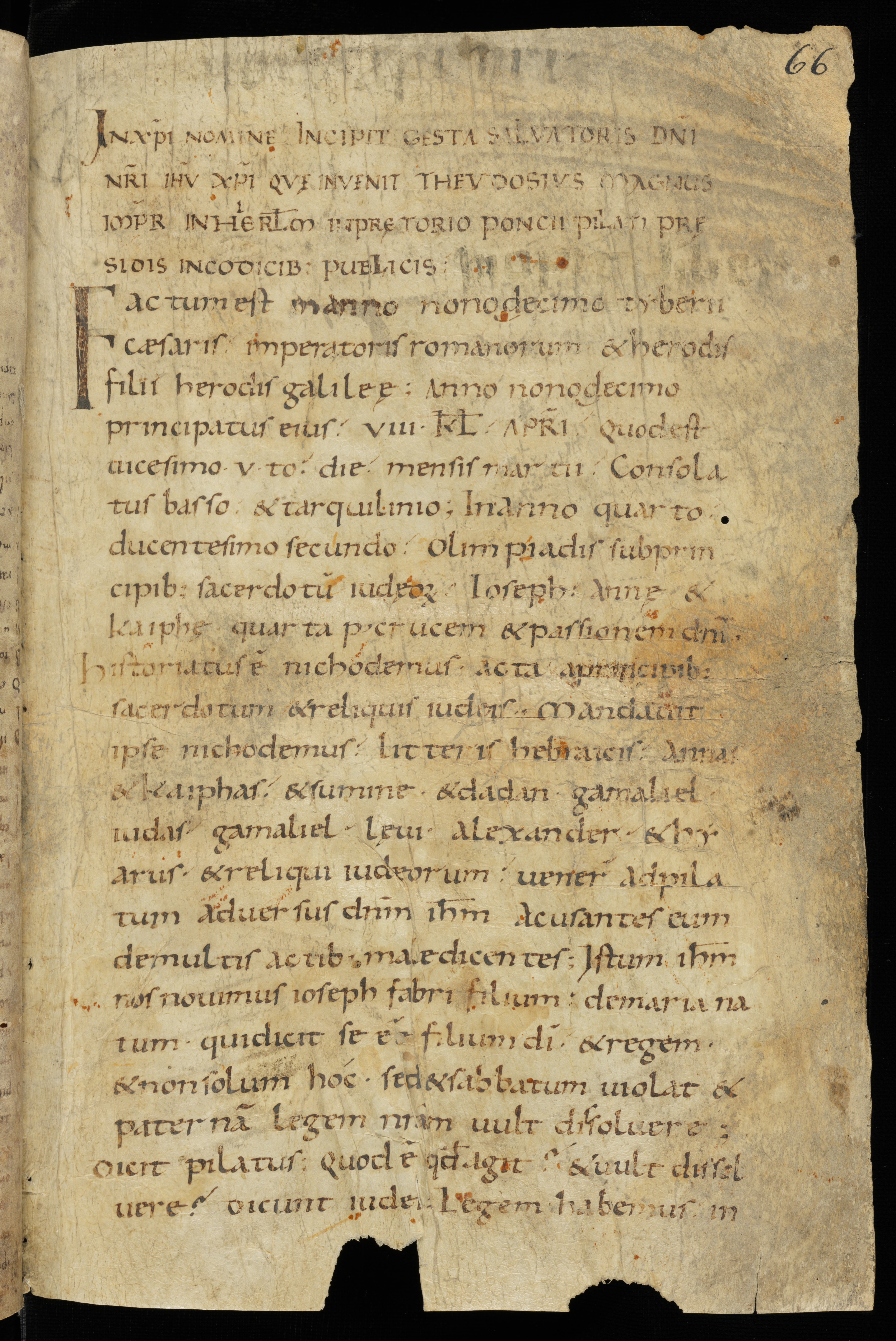
Un parchemin du 9e ou 10e siècle.Photo prise par Einsiedeln Stiftsbibliothek.

Le Livre sacré du Grand Esprit invisible, parfois nommé Évangile des Égyptiens, est un texte gnostique du IIe siècle rédigé en copte et figurant parmi les documents retrouvés à Nag Hammadi en 1945, dans les Codex III, 2 et IV, 2.

## Description

### Origines
Daté du dernier quart du IIe siècle, ce texte provient des milieux gnostiques sethiens qui voyaient dans Jésus de Nazareth la réincarnation de Seth, le troisième fils d'Adam. Ce milieu a produit une série de textes dont le Livre sacré est à rapprocher, parmi lesquels on compte l’Apocalypse d'Adam, le Livre des secrets de Jean, les Trois Stèles de Seth et le Prôtennoia trimorphe (en), texte particulièrement proche.

### Le titre
Malgré son appellation d'« Évangile des Égyptiens » que l'on ne trouve que dans le colophon du Codex III (69,3), ce texte ne relève pas du genre évangélique. Le titre véritablement pertinent se trouve dans le Codex III, 69,18-20. Ce texte ne doit pas être confondu avec l'Évangile des Égyptiens en grec, un texte religieux gnostique à base néotestamentaire de la première moitié du IIe siècle dont on n'a qu'une connaissance indirecte très fragmentaire.

### Contenu
Le texte propose une théogonie qui semble croiser deux traditions : celle de la triade présentée dans le Livre des secrets de Jean et le Prôtennoia trimorphe et une autre, celle de la pentade présente dans la tradition baptismal sethienne.
Ce texte, marqué par l'ésotérisme et qui semble ainsi mettre l'accent sur une tradition baptismale d'initiation, est un traité de révélation qui décrit, dans sa première partie, l'articulation d'un panthéon céleste à travers cinq doxologies. Celui-ci est présidé par une divinité autogène appelée Grand Esprit invisible - caractérisée par la lumière et le silence - dont est issu une triade de trois puissances ogdoadiques : le père, la mère, le fils. Le texte mentionne ensuite l'apparition d'un Éon qui enveloppe le panthéon lumineux et dont l'apparition suggère une influence du mysticisme juif. Le panthéon voit ensuite apparaître une série d'êtres transcendantaux dont les principaux sont la Vierge mâle Barbélo, l'Enfant trois-fois-mâle, la Vierge mâle Youel (un double de Barbelo) et Esephech l'enfant de l'enfant (un double de l'Enfant).